# My Dying Bride
I My Dying Bride sono un gruppo musicale metal britannico.
Si sono formati nel 1990 nello Yorkshire dell'ovest. La loro musica si caratterizza per i testi romantici e sensuali, e per un'attenzione ossessiva verso le sonorità d'atmosfera. Le prime demo richiamavano le sonorità del death metal tradizionale, anche se con ritmiche più lente.
Sono inoltre annoverati nel "Trittico" del Death doom metal (in quanto band formatrice del genere) assieme ai Paradise Lost e agli Anathema. Il sito IGN li ha inclusi nella Top 10 dei gruppi doom metal.

## Storia del gruppo
I My Dying Bride si formano nell'estate del 1990 e dopo sei mesi registrano il loro primo demo Towards the Sinister, al quale seguono altri due demo: God Is Alone e Symphonaire Infernus Et Spera Empyrium.
Nel 1992 pubblicano il loro album d'esordio As the Flower Withers il quale vede l'aggiunta di violini e tastiere nel sound della band.
 Il successivo album Turn Loose the Swans, uscito nel 1993, prosegue con queste sonorità e vede l'aggiunta del cantato clean che si aggiunge a quello growl. Quest'album, anche grazie all'entrata nella line-up del tastierista/violinista Martin Powell, focalizzò l'attenzione di critica e pubblico sulla band.
La consacrazione però viene raggiunta con l'album successivo. Nel 1995 esce The Angel and the Dark River album che, insieme a Turn Loose the Swans, viene ritenuto il capolavoro della band. The Angel and the Dark River, a differenza dei precedenti, presenta un sound meno Death, più malinconico e triste, con Stainthorpe che abbandona il cantato in growl. Nello stesso anno vengono poi ripubblicati dalla Peaceville Records gli esordi della band nella raccolta Trinity.
Nel 1996 esce Like Gods of the Sun, album che stilisticamente rappresenta la prosecuzione di The Angel And The Dark River ma che, pur venendo considerato un buon album, non raggiunge lo stesso successo del predecessore, sebbene contenga un pezzo ritenuto fra i migliori della band come For My Fallen Angel.
Da questo momento il gruppo entra in una fase di stallo e nel 1998 pubblica l'album 34.788%...Complete, altamente sperimentale, il quale viene considerato da alcuni una deviazione in quanto, musicalmente e stilisticamente, molto diverso dalle altre composizioni della band.
Nel 1999 però, successivamente all'allontanamento di Martin Powell, la band pubblica il suo sesto album The Light at the End of the World col quale la band torna, almeno parzialmente e con una maggior presenza di melodia, allo stile iniziale. L'album, pur non presentando significative evoluzioni stilistiche ebbe un buon successo. In seguito vengono pubblicare due raccolte: Meisterwerk 1 e Meisterwerk 2.
Nel 2001 i My Dying Bride riconquistano il pieno consenso di pubblico e critica con l'album The Dreadful Hours, più innovativo di The Light at the End of the World. Nonostante racchiuda tutti gli elementi chiave del loro sound, quest'album è più dark dei precedenti e si riallaccia alle sonorità presentate in Turn Loose The Swans.
Nel 2003 esce il live The Voice of the Wretched e nel 2004 pubblicano l'ottavo album Songs of Darkness, Words of Light, all'interno del quale il Doom del gruppo diventa ancor più solenne grazie anche al ritorno al growl del cantante e si orienta verso sonorità ancor più tetre, mantenendo però lo stile inconfondibile della band. Nello stesso anno, un grande aumento del numero di performance live contribuisce ad accrescere la popolarità della band e la casa discografica Peaceville Records ristampa l'intero catalogo dei My Dying Bride includendo rare bonus track (demo, remix e live) in ogni album; nel maggio dell'anno seguente viene pubblicata la raccolta The AntiDiluvian Chronicles formata da un set di tre CD per un totale di 30 canzoni. Segue nel 2005 la pubblicazione del DVD live Sinamorata. Nel 2006 esce il nono album A Line of Deathless Kings il quale presenta un sound meno oscuro del precedente e con meno parti aggressive contraddistinte dal cantato growl di Aaron.
Nel 2008 esce An Ode to Woe, live album della band registrato al Paradiso di Amsterdam e viene rinnovato il contratto con l'etichetta Peaceville Records.
A giugno entra in formazione la violinista Katie Stone e a settembre la band partecipa alle date commemorative dei vent'anni di carriera dei Paradise Lost assieme agli Anathema.
A marzo 2009 la band pubblica il decimo album dal titolo For Lies I Sire. L'album vede la partecipazione del batterista Dan Mullins e della bassista Lena Abè come nuovi membri.
A maggio dello stesso anno viene ripubblicato l'album The Dreadful Hours in vinile. A giugno Katie Stone lascia la band per "concentrarsi sulla sua propria carriera", e viene sostituita da Shaun Macgowan.
A ottobre viene pubblicato l'EP Bring Me Victory.
A novembre viene confermata la presenza della band al Brutal Assault festival dell'agosto 2010, mentre a dicembre vengono confermate le partecipazioni allo Zwarte Cross e al Summer Breeze a luglio 2010.
Nel 2011 esce il nuovo album in studio Evinta: si tratta di un triplo CD della durata di oltre 2 ore dove il gruppo rivisita alcune delle proprie canzoni in chiave classica con l'aggiunta di nuovi testi cantati, oltre che da Stainthorpe, da Lucie Roche. Lo stesso anno vede l'uscita dell'EP The Barghest O' Whitby, formato dal solo, lunghissimo (27 minuti) brano omonimo che comprende parti tipicamente Doom ma anche momenti più aggressivi di stampo Death che rimandano agli esordi della band.
Nel 2012 viene pubblicato, preceduto dal singolo Kneel Till Doomsday, il dodicesimo album in studio A Map of All Our Failures che comprende 8 brani più la bonus track My Faults Are Your Reward, e nel 2013 esce un ulteriore EP, The Manuscript, comprendente 4 brani composti durante le registrazioni dello stesso album.
Nel 2014 rientra lo storico chitarrista Calvin Robertshaw al posto di Hamish Glencross.
Il 18 settembre 2015 viene pubblicato, per l'etichetta Peaceville Records, il nuovo album in studio Feel the Misery. Nel 2020, dopo un periodo tribolato legato anche ai problemi personali del cantante Aaron Stainthorpe, rimasto vicino alla figlia gravemente malata mentre il resto della band già lavorava al nuovo album, i My Dying Bride annunciano l'uscita del disco "The Ghost of Orion". La formazione vede l'ingresso alla batteria di Jeff Singer (ex Paradise Lost, ex Blaze) e di Neil C. Blanchett alla seconda chitarra, al posto del nuovamente dimissionario Calvin Robertshaw.

## Formazione

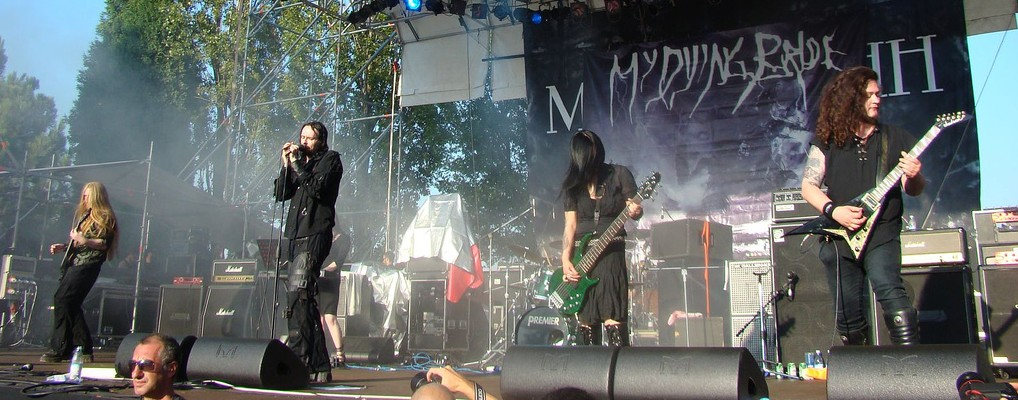
I My Dying Bride dal vivo nel 2007 con Hamish Glencross (l'ultimo a destra)

### Formazione attuale
- Aaron Stainthorpe - voce
- Andrew Craighan - chitarra
- Lena Abé - basso
- Shaun MacGowan - tastiere, violino
- Neil Blanchett - chitarra
- Dan Mullins - batteria

### Ex componenti
- Martin Powell - tastiere, violino
- Calvin Robertshaw - chitarra
- Rick Miah - batteria
- Adrian Jackson - basso
- Bill Law - batteria
- Hamish Glencross - chitarra
- Shaun Steels - batteria
- Sarah Stanton - tastiere
- Katie Stone - violino
- Jeff Singer - batteria

## Discografia

### Album in studio
- 1992 - As the Flower Withers
- 1993 - Turn Loose the Swans
- 1995 - The Angel and the Dark River
- 1996 - Like Gods of the Sun
- 1998 - 34.788%...Complete
- 1999 - The Light at the End of the World
- 2001 - The Dreadful Hours
- 2004 - Songs of Darkness, Words of Light
- 2006 - A Line of Deathless Kings
- 2009 - For Lies I Sire
- 2011 - Evinta
- 2012 - A Map of All Our Failures
- 2015 - Feel the Misery
- 2020 - The Ghost of Orion

### Live
- 1996 - The Angel and the Dark River/Live at the Dynamo
- 2002 - The Voice of the Wretched
- 2008 - An Ode to Woe

### Demo
- 1990 - Towards the Sinister

### Singoli
- 1991 - God Is Alone
- 1993 - Unreleased Bitterness
- 1994 - The Sexuality of Bereavement
- 2006 - Deeper Down
- 2009 - Bring Me Victory

### EP
- 1992 - Symphonaire Infernus Et Spera Empyrium
- 1993 - The Thrash of Naked Limbs
- 1994 - I Am the Bloody Earth
- 2011 - The Barghest O' Whitby
- 2013 - The Manuscript
- 2020 - Macabre Cabaret

### Raccolte
- 1994 - The Stories
- 1995 - Trinity
- 2000 - Meisterwerk 1
- 2001 - Meisterwerk 2
- 2005 - Anti-Diluvian Chronicles
- 2016 - Meisterwerk 3
- 2019 - A Harvest of Dread

## Videografia

### VHS
- 1997 - For Darkest Eyes

### DVD
- 2005 - Sinamorata
- 2008 - An Ode to Woe